# گل‌کوب قرمزنواری
گُل‌کوب قرمزنواری (نام علمی: Dicaeum australe) نام یک گونه از سرده گل‌کوب‌های اصلی است.